# アマチュアビジランテ
『アマチュアビジランテ』は、原作 浅村壮平、作画 内藤光太郎による日本の漫画。『週刊ヤングマガジン』（講談社）で連載中。

## 沿革
2024年6月24日から連載開始。
単行本第1巻が発売された際には、奥浩哉・南勝久・朝基まさしからコメントが寄せられた。

## あらすじ
無職の尾城慎太郎は孤独と絶望によって、世界の英雄となるため政治家暗殺を決意した。そんな中、育児放棄されてほとんど食べていない隣家の少女・ヨツバが現れる。結果彼女と兄弟の面倒を見る羽目になったがヨツバがヤクザに誘拐されてしまう。尾城は武器を持って、救出に向かうがそこで殺人の才能が開花した。

## 登場人物
尾城 慎太郎(おじろ しんたろう)
主人公。39歳。黒髪短髪。無職で日雇い警備員をやっている。日本の与党日本講団党の中心人物を暗殺するために身体を鍛えていたが、いつの間にか仲良くなった隣部屋のヨツバが誘拐されたのを助けたことで色々と動いていく。
山本 ヨツバ（やまもと ヨツバ）
女性。染髪長髪。慎太郎の隣の部屋に住んでいたが穴が開いているので入ってきた。お腹がすいていたのを慎太郎がお菓子をあげたことで仲良くなる。途中で藤藍組に誘拐されるが助けられる。8人の兄弟がいる。
山本 マリサ（やまもと マリサ）
ヨツバの母で8人の子どもを産んだ。子どもの世話ができずに育児放棄していたが、慎太郎に助けられて逆にヤクザが家に来た時は慎太郎のためにヤクザを撃ち殺す。その後追跡を逃れるため子どもたちと北海道へ移る。

## 用語
日本講団党（にほんこうだんとう）
日本の政党与党。慎太郎は総理を中心に6人の暗殺を狙っている。
黒布会（こくぶかい）
数多くの暴力団を配下に置く組織。
藤藍組(ふじあいぐみ)
黒布会系列忍田組配下の暴力団。ヨツバを親の借金の糧で誘拐するも慎太郎によって全員皆殺しにされる。

## 書誌情報
- 原作：浅村壮平、作画：内藤光太郎『アマチュアビジランテ』講談社〈ヤンマガKCスペシャル〉、既刊4巻（2025年7月4日現在）
  1. 2024年10月4日発売[1][3]、ISBN 978-4-06-536988-3
  2. 2025年1月6日発売[4]、ISBN 978-4-06-538276-9
  3. 2025年4月4日発売[5]、ISBN 978-4-06-539230-0
  4. 2025年7月4日発売[6]、ISBN 978-4-06-540173-6